# ABCB11
ABCB11, ATP-binding cassette, sub-family B member 11 ("11 transporter ABC podrodziny B")) – białko kodowane u człowieka genem ABCB11.

## Funkcja
Produkt genu ABCB11 to transporter ABC zwany również BSEP (Bile Salt Export Pump, co oznacza pompę eksportującą sole kwasów żółciowych) bądź sPgp (sister of P-glycoprotein, co oznacza siostrę P-glikoproteiny). To białko związane z błoną należy do nadrodziny transporterów ABC. Są to białka transportujące różne cząsteczki poprzez błony komórkowe i wewnątrzkomórkowe. Geny ABC podzielono na 7 różnych podrodzin: ABC1, MDR/TAP, MRP, ALD, OABP, GCN20, White.
Białko należy też do podrodziny MDR/TAP, której niektórzy członkowie zaangażowani są w oporność wielolekową. Opisywane białko odpowiada za transport taurocholanu i innych koniugatów cholanów z hepatocytów do żółci. U ludzi aktywność tego transportera należy do głównych determinant tworzenia żółci i jej przepływu

## Znaczenie kliniczne
ABCB11 wiąże się z chorobą zwaną progressive familial intrahepatic cholestasis (co oznacza postępującą rodzinną cholestaę wewnątrzwątrobową) typu 2 (PFIC2). PFIC2, psowodowany przez mutacje ABCB11, zwiększa ryzyko raka wątrobowokomórkowego w młodości.